# Slovany
Slovany (in ungherese Turóctótfalu) è un comune della Slovacchia facente parte del distretto di Martin, nella regione di Žilina.